# 喪主
喪主（もしゅ）は、葬儀全般の主宰者のこと。

## 概要
民法第897条に規定される祭祀主宰者・承継者の任務の一つでもある。喪主は葬儀後の物故者の供養の主宰者も担当する。
遺族を代表して弔問を受ける立場の人でもある。通夜や葬儀の間は物故者のそばにいて弔問を受けるが、弔問客を出迎えたり見送ったりしないのが仕来りである。
ほとんどの場合は家長に相当する親族が喪主を務める。物故者の配偶者か子（中でも長男）が喪主を務めることが多い。配偶者や子がいない若い独身者が物故者の場合は親が喪主を務めることが多い。物故者の子が親から独立して生計を立てておらず、物故者の親が健全な場合は親が喪主を務めることが多いが、物故者の子が喪主を務めた上で別の成年親族を後見人とする場合もある。
家制度が存在した1898年（明治31年）7月16日から1947年（昭和22年）5月2日までの日本では戸主が喪主を務めた。
実際の葬儀の運営や進行は喪主以外の親族・友人・知人の中から喪家の事情に詳しい者が世話役（大規模な葬儀の場合は葬儀委員長）を務める。
葬儀費用は誰が負担するのかについて、被相続人が生前に葬儀費用の負担を遺言という形で指示していた場合はその意思が尊重され、相続人が協議しても負担者や負担割合が決まらない場合について、裁判例では「実質的に葬儀を自分の責任と支出において手配した者である喪主が負担するべき」という考えに従って判断しているものが多いとされる。